# Saracha pubescens
Saracha pubescens là loài thực vật có hoa trong họ Cà. Loài này được (Roem. & Schult.) Dunal miêu tả khoa học đầu tiên năm 1852.